# DHB-Pokal 2025/26
Die Handballspiele um den DHB-Pokal 2025/26 der Männer finden von August 2025 bis April 2026 statt.

## Modus
Bei gleicher Spielklasse hat grundsätzlich die zuerst geloste Mannschaft Heimrecht, bei Mannschaften aus unterschiedlichen Spielklassen geht das Heimrecht an die unterklassige Mannschaft.
Gespielt wird im K.-o.-System. Sofern die reguläre Spielzeit unentschieden endet, gibt es eine Verlängerung, bleibt auch diese unentschieden ein Siebenmeterwerfen.
Qualifikation
In der Qualifikation treten 12 Teams aus der 3. Liga 2024/25 (jeweils Platz 1–3 der vier Gruppen) und 10 Teams aus der 2. Handball-Bundesliga 2024/25 (Plätze 1–10) an. Da der HBW Balingen-Weilstetten durch den 3. Platz im DHB-Pokal 2024/25 direkt für das Achtelfinale qualifiziert ist, tritt dafür der TV Großwallstadt als 11. Platz der 2. Bundesliga auch an.
Diese werden in eine Nord- und eine Süd-Gruppe aufgeteilt, aus denen die 11 Partien gezogen werden.
1. Runde
An der 2. Runde nehmen insgesamt 26 Teams teil, die sich wie folgt zusammensetzten:
- 11 Sieger aus der 1. Runde
- 15 Teams aus der 1. Bundesliga (Platz 1–3 des DHB-Pokal 2024/25 sind direkt für das Achtelfinale gesetzt)

Sonderfall: Da Balingen als Zweitligist in den Top 3 des DHB-Pokals ist, müssen die beiden Absteiger aus der 1. Bundesliga (1. VfL Potsdam und SG BBM Bietigheim) in einem Entscheidungsspiel die Teilnahme ausspielen.
Achtelfinale
Das Achtelfinale bestreiten die 13 Sieger der 2. Runde und die Teams, welche die Plätze 1–3 des DHB-Pokals 2024/25 belegten.

## Qualifikation
Da Balingen als Zweitligist in den Top 3 des DHB-Pokals ist, müssen die beiden Absteiger aus der 1. Bundesliga in einem zusätzlichen Entscheidungsspiel die Teilnahme an der 1. Runde ausspielen.
| Datum           | Heimmannschaft    | Gastmannschaft | Ergebnis      |
| --------------- | ----------------- | -------------- | ------------- |
| 17. August 2025 | SG BBM Bietigheim | 1. VfL Potsdam | 25:24 (13:08) |

Die Partien der 1. Runde wurden im Juli 2025 ausgelost. Die Runde wird vom 16. bis 17. August 2025 ausgespielt. Der Gewinner jeder Partie ziehen in die 1. Runde des DHB-Pokals ein.
| Datum           | Heimmannschaft                    | Gastmannschaft                | Ergebnis (Halbzeitstand) |
| --------------- | --------------------------------- | ----------------------------- | ------------------------ |
| 19. August 2025 | Eintracht Hildesheim (3. Liga)    | HSG Nordhorn-Lingen (2. Liga) | 27:35 (13:20)            |
| 16. August 2025 | HSG Krefeld (2. Liga)             | GWD Minden (1. Liga)          | 29:37 (17:20)            |
| 15. August 2025 | TuS Vinnhorst (3. Liga)           | Dessau-Roßlauer HV (2. Liga)  | 28:31 (13:17)            |
| 15. August 2025 | HC Empor Rostock (3. Liga)        | VfL Eintracht Hagen (2. Liga) | 24:35 (11:17)            |
| 16. August 2025 | TSG Altenhagen-Heepen (3. Liga)   | Bergischer HC (1. Liga)       | 24:38 (14:19)            |
| 16. August 2025 | MTV Braunschweig (3. Liga)        | TV Emsdetten (3. Liga)        | 25:33 (13:14)            |
| 16. August 2025 | VfL Pfullingen (3. Liga)          | TV Hüttenberg (2. Liga)       | 20:28 (12:13)            |
| 16. August 2025 | Longericher SC Köln (3. Liga)     | TSV Bayer Dormagen (2. Liga)  | 27:29 (11:15)            |
| 16. August 2025 | Wölfe Würzburg (3. Liga)          | TV Großwallstadt (2. Liga)    | 31:32 (17:18)            |
| 16. August 2025 | HC Oppenweiler/Backnang (2. Liga) | HC Elbflorenz (2. Liga)       | 25:30 (09:16)            |
| 16. August 2025 | TV Gelnhausen (3. Liga)           | HSC 2000 Coburg (2. Liga)     | 28:37 (15:18)            |

Hinweis: Die Angaben zur Ligazugehörigkeit beziehen sich auf die laufende Spielzeit; für die Vergabe des Heimspielrechts wurde die Ligazugehörigkeit der letzten Saison berücksichtigt.